# Amos Alonzo Stagg

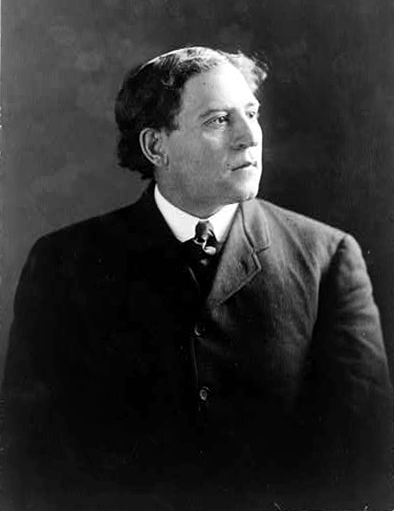
Amos Alonzo Stagg, 1906

Amos Alonzo Stagg (* 16. August 1862 in West Orange, New Jersey; † 17. März 1965 in Stockton, Kalifornien) war ein amerikanischer Spieler und Trainer im Bereich des College Football. Er fungierte von 1890 bis 1946 als Football-Trainer an verschiedenen Hochschulen in den USA, darunter von 1892 bis 1932 an der University of Chicago, und gewann während dieser Zeit bei einer Gesamtbilanz von 314 Siegen, 199 Niederlagen und 35 Unentschieden sieben Meisterschaften der Big Ten Conference und zwei nachträglich zuerkannte inoffizielle Landesmeistertitel. Im Jahr 1943 wählten ihn die Mitglieder der American Football Coaches Association zum Trainer des Jahres, darüber hinaus wurde er 1951 sowohl als Spieler als auch als Trainer in die College Football Hall of Fame sowie 1959 in die Naismith Memorial Basketball Hall of Fame aufgenommen.
Neben seinem Wirken als Trainer gehörte Amos Alonzo Stagg, der ein starker Befürworter des Amateursports war, von 1906 bis 1933 auch dem Vorstand der American Olympic Association beziehungsweise von deren Vorläuferorganisation an. Seine gesamte Laufbahn als Spieler und Trainer, während der er die Entwicklung des American Football von einer Variante des englischen Rugby zu einer eigenständigen Sportart grundlegend prägte und außerdem die Entstehung des Basketballspiels beeinflusste, gilt mit über sieben Jahrzehnten als die längste in der Geschichte des Footballsports.

## Leben
Amos Alonzo Stagg wurde 1862 als fünftes von acht Kindern in West Orange geboren, wo er bis 1883 die Phillips Exeter Academy absolvierte. Danach studierte er ab 1884 Theologie an der Yale University, an der er sowohl als Right End im Football-Team als auch als Pitcher in der Baseball-Mannschaft spielte. Er gewann mit dem Baseball-Team fünf Conference-Meisterschaften und wurde 1889 im Football zum All-American gewählt. Aufgrund seines christlichen Glaubens hatte er ursprünglich geplant, nach seinem Studium in Yale presbyterianischer Pfarrer zu werden, dies jedoch aufgrund seiner leisen Stimme aufgegeben. Auch Angebote von Baseball-Clubs für eine Profikarriere lehnte er ab. Stattdessen erlangte er einen Master-Abschluss in Sporterziehung (Master of Physical Education, MPE) an der Young Men's Christian Association Training School, dem heutigen Springfield College, wo er in den Jahren 1890/1891 auch als Cheftrainer der Football-Mannschaft wirkte.
Anschließend fungierte er von 1892 bis 1932 vier Jahrzehnte lang als Football-Cheftrainer sowie im Rang eines Professors als Sportdirektor an der University of Chicago. Während dieser Zeit führte er die Football-Mannschaft der Universität zu sieben Meisterschaften in der Big Ten Conference, die Mannschaften der Chicago Maroons aus den Jahren 1905 und 1913 wurden außerdem nachträglich zum inoffiziellen Landesmeister ernannt. Von 1893 bis 1905 sowie von 1907 bis 1913 trainierte er darüber hinaus das Baseball-Team der Universität sowie in den Jahren 1920/1921 auch die Basketballmannschaft. Außerdem war er Leichtathletiktrainer der amerikanischen Mannschaft bei den Olympischen Spielen 1904 in St. Louis und von 1906 bis 1933 Mitglied des Vorstandes der American Olympic Association als Vertreter der Universitäten beziehungsweise von deren Vorläuferorganisation. Bei den Olympischen Sommerspielen 1924 in Paris zählte er erneut zu den Trainern des amerikanischen Leichtathletik-Teams.
Nach seinem Ausscheiden als Cheftrainer an der University of Chicago aus Altersgründen wechselte er im Alter von 70 Jahren an das College of the Pacific, an dem er von 1933 bis 1946 ebenfalls die Position des Football-Cheftrainers innehatte und mit der Mannschaft fünf Meisterschaften in der Northern California Athletic Conference gewann. Von 1947 bis 1952 fungierte er dann gemeinsam mit seinem älteren Sohn als Cheftrainer an der Susquehanna University. Er beendete seine Laufbahn 1960 im Alter von 98 Jahren, nachdem er von 1953 bis 1958 noch die Kicker der Mannschaft des Stockton Junior College trainiert und bis 1960 als Assistent des Teams fungiert hatte. Seine Gesamtbilanz als Trainer umfasste 314 Siege bei 199 Niederlagen und 35 Unentschieden im Football, 266 Siege bei 158 Niederlagen und drei Unentschieden im Baseball und 14 Siege bei sechs Niederlagen im Basketball. Damit gehört er zu den 13 Trainern in der Geschichte des College Football, die mit ihren Mannschaften mindestens 300 Spiele gewinnen konnten.
Amos Alonzo Stagg war ab 1894 verheiratet sowie Vater von zwei Söhnen und einer Tochter. Er starb 1965 im Alter von 102 Jahren im Schlaf in einem Altersheim in Stockton, Kalifornien. Seine Söhne spielten beide als Quarterback an der University of Chicago und waren wie ihr Vater später als College-Football-Trainer tätig.

## Auszeichnungen und Würdigung
Amos Alonzo Stagg entwickelte verschiedene Strategien, Mannschaftsformationen, Spielzüge und technische Hilfsmittel im Football, so unter anderem den Lateralpass, den Trickspielzug Statue of Liberty, Dummys zum Trainieren von Tacklings sowie Sicherheitsausstattung wie Schutzhelme, Hüftpolster und gepolsterte Torpfosten. Darüber hinaus war er am Springfield College gemeinsam mit James Naismith an der Entwicklung des Basketballspiels und im März 1892 als Spieler am ersten öffentlichen Basketballspiel der Sportgeschichte beteiligt. Auf ihn geht die Festlegung der Mannschaftsstärke im Basketball auf fünf Feldspieler pro Mannschaft zurück. Er galt als „Grand Old Man of College Football“ (deutsch: Großer alter Mann des College Football) sowie als „Dean of all Football Coaches, the Patriarch of the Game“ (deutsch: Dekan aller Football-Trainer, der Patriarch des Spiels). Von Knute Rockne, der 13 Jahre lang die Football-Mannschaft der University of Notre Dame trainierte und aufgrund seiner Erfolge als einer der herausragendsten Trainer in der Geschichte des College Football gilt, ist die Aussage „All Football comes from Stagg“ überliefert. Der amerikanische Sportreporter Grantland Rice zählte Amos Alonzo Stagg zu den drei Trainern, die er als die „Great Inventors“ (deutsch: große Erfinder) des American Football bezeichnete. Über sein Leben und Wirken sind bisher mehrere Dissertationen verfasst worden, so an der East Texas State University, an der Loyola University Chicago, an der Michigan State University und am Springfield College.
Die Mitglieder der American Football Coaches Association (AFCA), zu deren Entstehung im Jahr 1921 Amos Alonzo Stagg gemeinsam mit John Heisman und Charles Dudley Daly beigetragen hatte, wählten ihn 1943 zum Trainer des Jahres. 1951 wurde er sowohl als Spieler als auch als Trainer in den Gründungsjahrgang der College Football Hall of Fame aufgenommen. Acht Jahre später folgte die Aufnahme in die Naismith Memorial Basketball Hall of Fame. Nach ihm benannt sind eine Grundschule in Chicago sowie zwei High Schools in Stockton und in Palos Hills, einem Vorort von Chicago. Auch der Stagg Bowl, das Spiel um die Football-Landesmeisterschaft in der Division III der National Collegiate Athletic Association (NCAA), sowie die Stadien beziehungsweise Football-Spielfelder an der Phillips Exeter Academy, am Springfield College, an der University of Chicago, an der Susquehanna University und an der University of the Pacific tragen seinen Namen. Die AFCA verleiht seit 1940 den Amos Alonzo Stagg Award an Einzelpersonen, Gruppen oder Organisationen, deren Leistungen in herausragendem Maße zur Weiterentwicklung des American Football beigetragen haben. Mit dem seit 1984 von der United States Sports Academy vergebenen Amos Alonzo Stagg Coaching Award wird jährlich ein herausragender Trainer einer Männermannschaft gewürdigt. In der Big Ten Conference ist die Stagg Championship Trophy für den Sieger des Conference-Meisterschaftsspiels nach Amos Alonzo Stagg benannt.

## Werke (Auswahl)
- A scientific and practical Treatise on American Football for Schools and Colleges. Hartford CT 1893, New York 1894
- Touchdown! New York 1927

## Weiterführende Veröffentlichungen
- Bob Considine: The Unreconstructed Amateur: A Pictorial Biography of Amos Alonzo Stagg. Amos Alonzo Stagg Foundation, San Francisco 1962
- Ellis Lucia: Mr. Football: Amos Alonzo Stagg. A.S. Barnes, South Brunswick 1970, ISBN 0-49-807371-8
- Robin Lester: Stagg's University: The Rise, Decline, and Fall of Big-Time Football at Chicago. University of Illinois Press, Urbana 1999, ISBN 0-25-206791-6